# Sân bay Tomás de Heres
Sân bay Tomás de Heres (IATA: CBL, ICAO: SVCB), cũng gọi là Căn cứ không quân El Libertador là một sân bay và căn cứ không quân của Không quân Venezuela ở Ciudad Bolívar, Venezuela. Sân bay này có 1 đường băng dài 3170 m bề mặt nhựa đường.

## Các hãng hàng không và các tuyến bay
Hiện có các hãng hàng không sau đang hoạt động ở đây:
- Conviasa (Caracas)